# Caetano Calil
Caetano Prósperi Calil (Guaxupé, 20 maggio 1984) è un ex calciatore brasiliano, di ruolo attaccante o centrocampista.

## Caratteristiche tecniche
Il suo ruolo naturale era quello di seconda punta, però veniva schierato anche nel ruolo di trequartista. Tuttavia poteva giocare anche come esterno alto, mentre fisicamente univa una discreta prestanza ad una buona velocità.

## Carriera

### Club
Di origine italiana, Calil comincia a giocare a calcio nelle giovanili del San Paolo, con cui raggiunge anche la convocazione nella selezione giovanile Under-17 della Nazionale brasiliana. È compagno di squadra di Kaká, ed i due si assomigliano per qualità e caratteristiche fisiche. Con i verdeoro partecipa anche al Mondiale 2001 di categoria, segnando quattro reti in altrettante partite ma non superando, con i compagni, i quarti di finale del torneo.
Dopo aver segnato centotré reti nelle giovanili dei Tricolor fino al 2002, passa a giocare con quelle del Corinthians, per poi essere infine ingaggiato come professionista dal Cruzeiro la stagione successiva ed infine dal Santos nel 2004. Qui però non trova spazio nella rosa dei titolari, così nel gennaio 2005 viene ceduto al Roma Apucarana, società partecipante al Campionato Paranaense 2005, dove comincia a giocare da professionista segnando otto reti in dodici presenze.
Successivamente, nel maggio dello stesso anno, Calil passa all'Atlético Paranaense, dove inizia il Campeonato Brasileiro Série A segnando due gol in cinque partite, prima che un grave infortunio lo costringa ad un lungo stop. Il club decide quindi di mandarlo in prestito nella Serie B brasiliana all'Avaí per la stagione successiva, per poi cederlo definitivamente, nel gennaio 2007, al Guaratinguetá, squadra partecipante al Campionato Paulista 2007. Non avendo qui molte possibilità di giocare, viene ceduto a metà maggio all'Ipatinga, nuovamente nella Serie B brasiliana.
Il 4 luglio viene poi annunciato l'acquisto di Calil da parte di Fiorentina e Siena in compartecipazione, sulla base della quale il giocatore militerà nella squadra bianconera nella stagione seguente. L'esordio in Serie A avviene il 26 agosto 2007, quando il trequartista subentra a Enrico Chiesa nel secondo tempo della sconfitta casalinga della sua squadra per 1-2 contro la Sampdoria; disputa poi un altro spezzone di partita contro il Cagliari.
Il 7 agosto 2008 il Crotone compra la metà del cartellino del giocatore dalla Fiorentina e si assicura le sue prestazioni per la stagione successiva, quando ottiene la promozione in Serie B.
Il 2 luglio 2009 il Frosinone di Francesco Moriero, che lo ha allenato al Crotone, acquista la metà del cartellino del giocatore dal Crotone. Il 6 settembre 2009 Calil segna due gol nella partita Lecce-Frosinone 1-3.
Nel gennaio 2011 fa definitivamente ritorno al Crotone, sua ex squadra, nell'operazione che ha portato ai ciociari Nicola Beati.
La stagione seguente in Serie B 2011-2012 realizza la sua miglior stagione da professionista segnando 17 volte (2 volte su rigore) contribuendo alla salvezza (anche se alla fine la squadra arriverà undicesima): grazie a questi risultati diventa inoltre oggetto di mercato insieme ai compagni Alessandro Florenzi e Denilson Gabionetta.
Il 1º luglio 2013 si svincola dal Crotone e viene ingaggiato dal Varese.
Il 23 agosto 2014 firma un contratto biennale con la Salernitana. Con la squadra granata segna il suo primo goal alla seconda di campionato, contro il Martina, su calcio di rigore.
Alla fine della stagione si ritrova con 35 presenze e 16 gol diventando capocannoniere della squadra ma non del campionato, grazie anche a queste reti si aggiudica la vittoria del campionato e la promozione nella stagione di Serie B 2015-2016.
Il 31 agosto 2015 passa a titolo definitivo al Catania, da cui va in presto all'Livorno, nel corso del mercato invernale 2017. Rientrato al Catania, dopo una prima metà di stagione ai margini della rosa viene ceduto al Siracusa Calcio.
Nell'agosto 2018 si trasferisce a Malta, nell'Ħamrun Spartans Football Club, club militante nella BOV Premier League, massimo livello del campionato maltese di calcio.

## Statistiche

### Presenze e reti nei club
| Stagione           | Squadra            | Campionato         | Campionato | Campionato | Coppe nazionali | Coppe nazionali | Coppe nazionali | Coppe continentali | Coppe continentali | Coppe continentali | Altre coppe | Altre coppe | Altre coppe | Totale | Totale |
| Stagione           | Squadra            | Comp               | Pres       | Reti       | Comp            | Pres            | Reti            | Comp               | Pres               | Reti               | Comp        | Pres        | Reti        | Pres   | Reti   |
| ------------------ | ------------------ | ------------------ | ---------- | ---------- | --------------- | --------------- | --------------- | ------------------ | ------------------ | ------------------ | ----------- | ----------- | ----------- | ------ | ------ |
| 2006               | Avaí               | B                  | 30         | 0          | -               | -               | -               | -                  | -                  | -                  | -           | -           | -           | 30     | 0      |
| 2007               | Ipatinga           | B                  | 12         | 0          | -               | -               | -               | -                  | -                  | -                  | -           | -           | -           | 12     | 0      |
| 2007-2008          | Siena              | A                  | 2          | 0          | CI              | 0               | 0               | -                  | -                  | -                  | -           | -           | -           | 2      | 0      |
| 2008-2009          | Crotone            | 1D                 | 22+3       | 7+2        | -               | -               | -               | -                  | -                  | -                  | -           | -           | -           | 25     | 9      |
| 2009-2010          | Frosinone          | B                  | 31         | 4          | CI              | 1               | 0               | -                  | -                  | -                  | -           | -           | -           | 32     | 4      |
| 2010-gen. 2011     | Frosinone          | B                  | 10         | 0          | CI              | 2               | 1               | -                  | -                  | -                  | -           | -           | -           | 12     | 1      |
| Totale Frosinone   | Totale Frosinone   | Totale Frosinone   | 41         | 4          |                 | 3               | 1               |                    | -                  | -                  |             | -           | -           | 45     | 2      |
| gen.-giu. 2011     | Crotone            | B                  | 15         | 1          | CI              | -               | -               | -                  | -                  | -                  | -           | -           | -           | 15     | 1      |
| 2011-2012          | Crotone            | B                  | 38         | 17         | CI              | 2               | 0               | -                  | -                  | -                  | -           | -           | -           | 40     | 17     |
| 2012-2013          | Crotone            | B                  | 28         | 2          | CI              | 2               | 1               | -                  | -                  | -                  | -           | -           | -           | 30     | 3      |
| Totale Crotone     | Totale Crotone     | Totale Crotone     | 103+3      | 27+2       |                 | 4               | 1               |                    | -                  | -                  |             | -           | -           | 110    | 30     |
| 2013-2014          | Varese             | B                  | 23         | 2          | CI              | 2               | 0               | -                  | -                  | -                  | -           | -           | -           | 25     | 2      |
| 2014-2015          | Salernitana        | LP                 | 35         | 16         | CI+CI-LP        | 0+1             | 1               | -                  | -                  | -                  | S-LP        | 2           | 0           | 38     | 17     |
| ago. 2015          | Salernitana        | B                  | 0          | 0          | CI              | 1               | 0               | -                  | -                  | -                  | -           | -           | -           | 1      | 0      |
| Totale Salernitana | Totale Salernitana | Totale Salernitana | 35         | 16         |                 | 2               | 1               |                    | -                  | -                  |             | 2           | 0           | 39     | 17     |
| ago. 2015-2016     | Catania            | LP                 | 32         | 11         | CI-LP           | 0               | 0               | -                  | -                  | -                  | -           | -           | -           | 32     | 11     |
| 2016-gen. 2017     | Catania            | LP                 | 12         | 1          | CI-LP           | 3               | 1               | -                  | -                  | -                  | -           | -           | -           | 15     | 2      |
| Totale Catania     | Totale Catania     | Totale Catania     | 44         | 12         |                 | 3               | 1               |                    | -                  | -                  |             | -           | -           | 47     | 13     |
| gen.-giu. 2017     | Livorno            | LP                 | 10+5       | 1          | CI-LP           | -               | -               | -                  | -                  | -                  | -           | -           | -           | 15     | 1      |
| gen.-giu. 2018     | Siracusa           | C                  | 8          | 0          | CI-C            | -               | -               | -                  | -                  | -                  | -           | -           | -           | 8      | 0      |
| 2018-2019          | Ħamrun Spartans    | PL                 | 23         | 4          | CM              | 1               | 0               | -                  | -                  | -                  | -           | -           | -           | 24     | 4      |
| 2019-2020          | Paganese           | C                  | 23         | 2          | CI-C            | 0               | 0               | -                  | -                  | -                  | -           | -           | -           | 23     | 2      |
| Totale carriera    | Totale carriera    | Totale carriera    | 362        | 70         |                 | 15              | 4               |                    | -                  | -                  |             | 2           | 0           | 379    | 74     |

## Palmarès

### Club

#### Competizioni statali
- Campionato Mineiro: 1

Cruzeiro: 2003
- Campionato Paranaense: 1

Atletico Paranaense: 2005

#### Competizioni nazionali
- Campionato brasiliano: 2

Cruzeiro: 2003
Santos: 2004
- Coppa del Brasile: 1

Cruzeiro: 2003
- Campionato italiano Lega Pro: 1

Salernitana: 2014-2015